# Robin Benzing
Robin Benzing (Seeheim-Jugenheim, 25 de enero de 1989) es un jugador de baloncesto alemán. Con 2,11 m de estatura, alterna en la posiciones de alero y ala-pívot con el Gießen 46ers de la Basketball Bundesliga de Alemania. 

## Trayectoria
Benzing practicó balonmano y tenis antes de dedicarse al baloncesto. Comenzó a jugar en el SC Bergstraße donde ya jugaba su hermano mayor Moritz Benzing, uniéndose luego al TV Langen en compañía de su hermano gemelo Marian Benzing. A partir de 2006 ganó su oportunidad de competir con los equipos adultos.
En 2008 recibió una oferta para estudiar en la Universidad de Míchigan y jugar con los Wolverines en la NCAA, pero finalmente renunció a la propuesta para no perder un año a causa de los asuntos reglamentarios que surgieron para dificultar su incorporación al equipo.
En 2009 llegó finalmente a la Basketball Bundesliga de la mano del Ratiopharm Ulm, donde jugó dos temporadas como titular. Por el rápido mejoramiento de su juego, no tardaron en compararlo con Dirk Nowitzki. Benzing se presentó al Draft de la NBA de 2011, pero no fue elegido por ninguna franquicia.
Pasó al Bayern Múnich donde jugó las siguientes cuatro temporadas, consagrándose campeón de la BBL en 2014.
En julio de 2015 firmó un contrato por dos años para formar parte del Casademont Zaragoza de la Liga ACB de España.
Culminada su experiencia en el baloncesto español, retornó a Alemania y pasó por Turquía, antes de volver a incorporase al club zaragonzano en julio de 2019. Fueron dos nuevas temporadas en las que aportó su talento a su equipo.
En agosto de 2021 se unió al Fortitudo Bologna, debutando así en la Serie A de Italia.
A fines de noviembre de 2022 se anunció su incorporación a Peñarol, equipo de la Liga Uruguaya de Básquetbol y la Basketball Champions League Americas. Dejó el equipo en marzo de 2023, luego de que se salvasen del descenso al Metro en la última fecha y no pudiesen clasificar a la fase final de la BCLA.

## Selección nacional
Benzig jugó con la selección de baloncesto de Alemania en numerosas ocasiones. 
Participó de la División B del Eurobasket Sub-16 en 2005, de la División A del Eurobasket Sub-18 en 2006 y 2007, y tanto de la División B del Eurobasket Sub-20 en 2008 como de la División A del Eurobasket Sub-20 en 2009. 
Disputó dos veces la Copa Mundial de Baloncesto -en 2010 y en 2019- y el torneo de baloncesto masculino de los Juegos Olímpicos de Tokio 2020, además de haber competido en las cinco ediciones del Eurobasket desarrolladas desde 2009 hasta 2017.